# Hugh Grant
Hugh John Mungo Grant, född 9 september 1960 i Hammersmith i London, är en brittisk skådespelare och filmproducent. Grant uppmärksammades för första gången för sin prisbelönta insats i Maurice (1987), men uppnådde internationell framgång genom sin medverkan i Fyra bröllop och en begravning (1994). Han använde sedan sin genombrottsroll som filmisk persona under 1990-talet, och levererade komiska rolltolkningar i filmer som Notting Hill (1999) och Mickey Blue Eyes (1999). Andra noterbara roller spelade han i filmer som Bridget Jones dagbok (2001), Om en pojke (2002), Love Actually (2003) och American Dreamz (2006). Grant är också känd för att medverka i kostymdramer, som Chopin, mon amour (1991), Återstoden av dagen (1993), Förnuft och känsla (1995) och Kungen & älskarinnan (1995). Senare års framgångar inkluderar Cloud Atlas (2012), Florence Foster Jenkins (2016), Paddington 2 (2017) och En engelsk skandal (2018). 

## Biografi
Hugh Grant föddes i Hammersmith, London 1960. Han är son till kapten James Murray Grant (född 1929) och Fynvola Susan MacLean (1933–2001). 
Grant spelar ofta arketypiska roller som brittiska män, som ofta är osäkra men charmiga. Han slog igenom internationellt 1994 i filmen Fyra bröllop och en begravning.
År 1995 uppmärksammades han i media då han arresterades på bar gärning av polisen på Sunset Boulevard i Hollywood i Los Angeles när han hade sex med en prostituerad kvinna. Grant hade ett förhållande med skådespelaren Elizabeth Hurley under 13 år innan de separerade år 2000.
I september 2011 blev Hugh Grant far för första gången då han tillsammans med Tinglan Hong fick en dotter. I september 2012 fick han, tillsammans med den svenska TV-producenten Anna Eberstein, en son. I början av 2013 föddes Grants tredje barn, en son, vars mor är Tinglan Hong. I december 2015 föddes Grants fjärde barn, det andra tillsammans med Anna Eberstein.
Anna Ebersteins och Hugh Grants tredje barn föddes i mars 2018. Den 25 maj 2018 gifte paret sig vid en enkel ceremoni i Chelsea. Familjen bor i London och har en sommarbostad i Torekov.

## Filmografi i urval
- 1985 – Jenny's War (miniserie)
- 1987 – Maurice
- 1988 – Legenden om den vita ormen
- 1989 – Tills vi möts igen (miniserie)
- 1989 – Champagnekungen (TV-film)
- 1991 – Chopin, mon amour
- 1992 – Bitter Moon
- 1993 – Sirens
- 1993 – Återstoden av dagen
- 1994 – Fyra bröllop och en begravning
- 1995 – Engelsmannen som gick upp för en kulle men kom ner från ett berg
- 1995 – Förnuft och känsla
- 1995 – Nio månader
- 1995 – Kungen & älskarinnan
- 1996 – Night Train to Venice
- 1996 – Bakom stängda dörrar
- 1999 – Notting Hill
- 1999 – Mickey Blue Eyes
- 2001 – Bridget Jones dagbok
- 2002 – Om en pojke
- 2002 – Kärlek på jobbet
- 2003 – Love Actually
- 2004 – På spaning med Bridget Jones
- 2005 – Hooligans
- 2006 – American Dreamz
- 2007 – Music and Lyrics
- 2009 – Har du hört ryktet om Morgans?
- 2010 – I'm Still Here
- 2012 – Piraterna! (röst)
- 2012 – Cloud Atlas
- 2014 – The Rewrite
- 2015 – The Man from U.N.C.L.E.
- 2016 – Florence Foster Jenkins
- 2017 – Red Nose Day Actually (kortfilm)
- 2017 – Paddington 2
- 2018 – En engelsk skandal (TV-serie)
- 2019 – The Gentlemen
- 2020 – The Undoing
- 2022 – Glass Onion: A Knives Out Mystery
- 2023 – Dungeons & Dragons: Honor Among Thieves
- 2024 – Heretic
- 2025 – Bridget Jones: Mad About the Boy